# Nowy Dwór (sielsowiet Szczomyślica)
Nowy Dwór (biał. Новы Двор, ros. Новый Двор) – wieś na Białorusi, w obwodzie mińskim, w rejonie mińskim, w sielsowiecie Szczomyślica, nad Ptyczą.

## Historia
W czasach Rzeczypospolitej ziemie te leżały w województwie mińskim. Odpadły od Polski w wyniku II rozbioru. W granicach Rosji wieś należała do ujezdu mińskiego w guberni mińskiej. Ponownie pod polską administracją w latach 1919–1920 w okręgu mińskim Zarządu Cywilnego Ziem Wschodnich.

## Wieś w kulturze
Miejscowość pojawia się na kartach powieści Sergiusza Piaseckiego Kochanek Wielkiej Niedźwiedzicy. Pomiędzy Nowym Dworem a Piotrowszczyzną (obecnie część Mińska) znajdował się chutor Marianny Zych.